# Linate-ramp
Bij de Linate-ramp op 8 oktober 2001 botste een opstijgend vliegtuig in dichte mist tegen een taxiënd vliegtuig op het vliegveld Milaan-Linate. Het ongeluk legde ernstige tekortkomingen van het vliegveld bloot. De crash was het ernstigste luchtvaartongeluk in Italië ooit.

## Vluchten
De betrokken vluchten:
- Scandinavian Airlines 686 was een vlucht met een McDonnell Douglas MD-87, bestuurd door gezagvoerder Joakim Gustafssom (36) en co-piloot Anders Hyllander (36). Het toestel had 110 personen aan boord en zou vertrekken naar Kopenhagen (Denemarken).
- De andere vlucht was een Cessna Citation 525-A, een zakenjet, bestuurd door twee Duitse piloten van 36 en 64 jaar. In totaal waren er vier personen aan boord. Het toestel had Parijs als bestemming.

## Crash

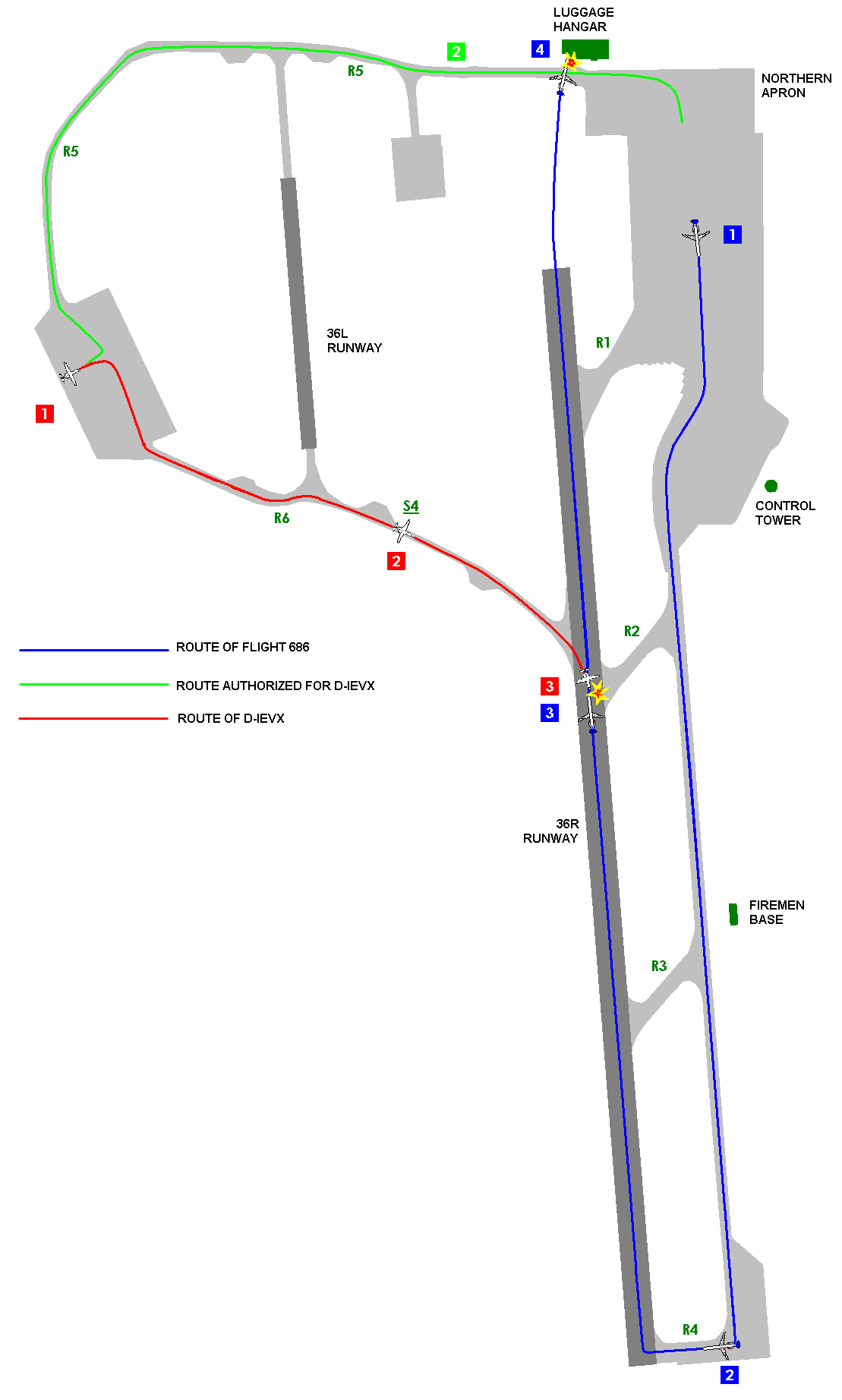
Afgelegde route van de twee vliegtuigen in rood (Cessna) en blauw (MD-87), in groen de route die de Cessna had moeten afleggen volgens de "(taxi)klaring" van de verkeersleiding

De luchtverkeersleiding instrueerde de Cessna om taxibaan R5 te volgen. Het vliegtuig nam echter taxibaan R6 en eindigde daardoor midden op de start- en landingsbaan 36R. De MD-87 had toestemming gekregen om vanaf baan 36R op te stijgen. Het vliegtuig maakte snelheid en kwam los van de grond, maar botste toen op de Cessna en verloor een motor en het landingsgestel. De piloot probeerde het vliegtuig gecontroleerd te laten stoppen, maar het was te ernstig beschadigd. Het toestel kwam uiteindelijk tegen een hangar in de buurt van de verkeerstoren tot stilstand en vloog in brand.
Door de mist duurde het even voordat deze brand werd ontdekt en er hulp werd  gestuurd. Het vliegverkeer werd stilgelegd. De luchtverkeersleiders hadden niet direct door dat er een botsing had plaatsgevonden en er dus nog een toestel bij betrokken was. Toen ze de Cessna misten, ging de grondcrew zoeken. Pas 26 minuten na de crash werd de Cessna ontdekt. Hulpverlening kwam hierdoor laat tot stand.

## Slachtoffers
Door de impact van de botsing overleed een van de vier inzittenden van de Cessna. De andere drie inzittenden kwamen door brand om het leven. De klap van de MD-87 tegen de hangar doodde alle 110 inzittenden. Vier vliegveldmedewerkers kwamen om in de brand die daarop volgde; vier andere liepen ernstige verwondingen op. Het totaal aantal doden was 118.

## Oorzaken
Het ongeval werd onderzocht door de Agenzia Nazionale per la Sicurezza del Volo (ANSV). Zij wees als primaire oorzaak aan dat de Cessna de verkeerde taxibaan was opgereden en zodoende op de startbaan was terechtgekomen. De schuld daarvan legde ze echter maar in beperkte mate bij de betrokken piloten. Het onderzoeksteam ontdekte dat een dergelijke situatie (zonder cruciale afloop) zich bijna wekelijks voordeed op dit vliegveld, de laatste keer nog geen 24 uur voor het ongeval. Het vliegveld had ernstige tekortkomingen op het gebied van veiligheid.
Het team benoemde als oorzaken voor de crash:
- Markeringen waren slecht onderhouden. Zo waren de geverfde merktekens op de taxibanen slecht leesbaar en stond het gras langs de taxibanen zo hoog dat weinig bordjes (geheel) zichtbaar waren. Hierdoor konden piloten zich makkelijk vergissen in de taxibaan en kregen ze onderweg geen aanwijzingen dat ze op de verkeerde baan reden.
- De luchtverkeersleider gaf onduidelijke instructies. Zo gebruikte hij de woorden 'apron' (standplaats) en 'taxiway' (taxibanen tussen aprons en startbanen) door elkaar.
- De piloten van de Cessna meldden de verkeerstoren dat ze S4, een punt op taxibaan R6, passeerden. Op basis van die informatie had de toren kunnen nagaan dat de piloten verkeerd zaten en hen terug kunnen sturen, maar de luchtverkeersleider wist niet waar S4 zich bevond en beschikte niet over kaarten waarop dat punt stond aangegeven. De melding alarmeerde hem niet.
- Het vliegveld beschikte niet over grondradar. Grondradar signaleert voertuigen die zich op de grond bevinden. Daarmee had de luchtverkeersleiding kunnen zien dat de Cessna op de verkeerde baan reed. Het oude grondradarsysteem van Milaan-Linate was jaren vóór het ongeluk ontmanteld en zou vervangen worden. Het nieuwe systeem was aanwezig, maar zat nog in de verpakking en was nooit geïnstalleerd.
- Het runway incursion system was uitgeschakeld. Op vliegvelden staan bewegingssensoren die vliegtuigen kunnen waarnemen. Het systeem geeft waarschuwingen af wanneer een vliegtuig een startbaan nadert die in gebruik is. Dit systeem was op vliegveld Milaan-Linate aanwezig, maar was al jaren uitgeschakeld, omdat men zich ergerde aan overbodige meldingen.
- Door de dichte mist hadden de vliegtuigen elkaar niet zien aankomen en tijdig kunnen stoppen. Dat was in eerdere situaties wel het geval en daardoor hadden de gevaarlijke omstandigheden niet eerder tot een crash geleid.

## Nasleep

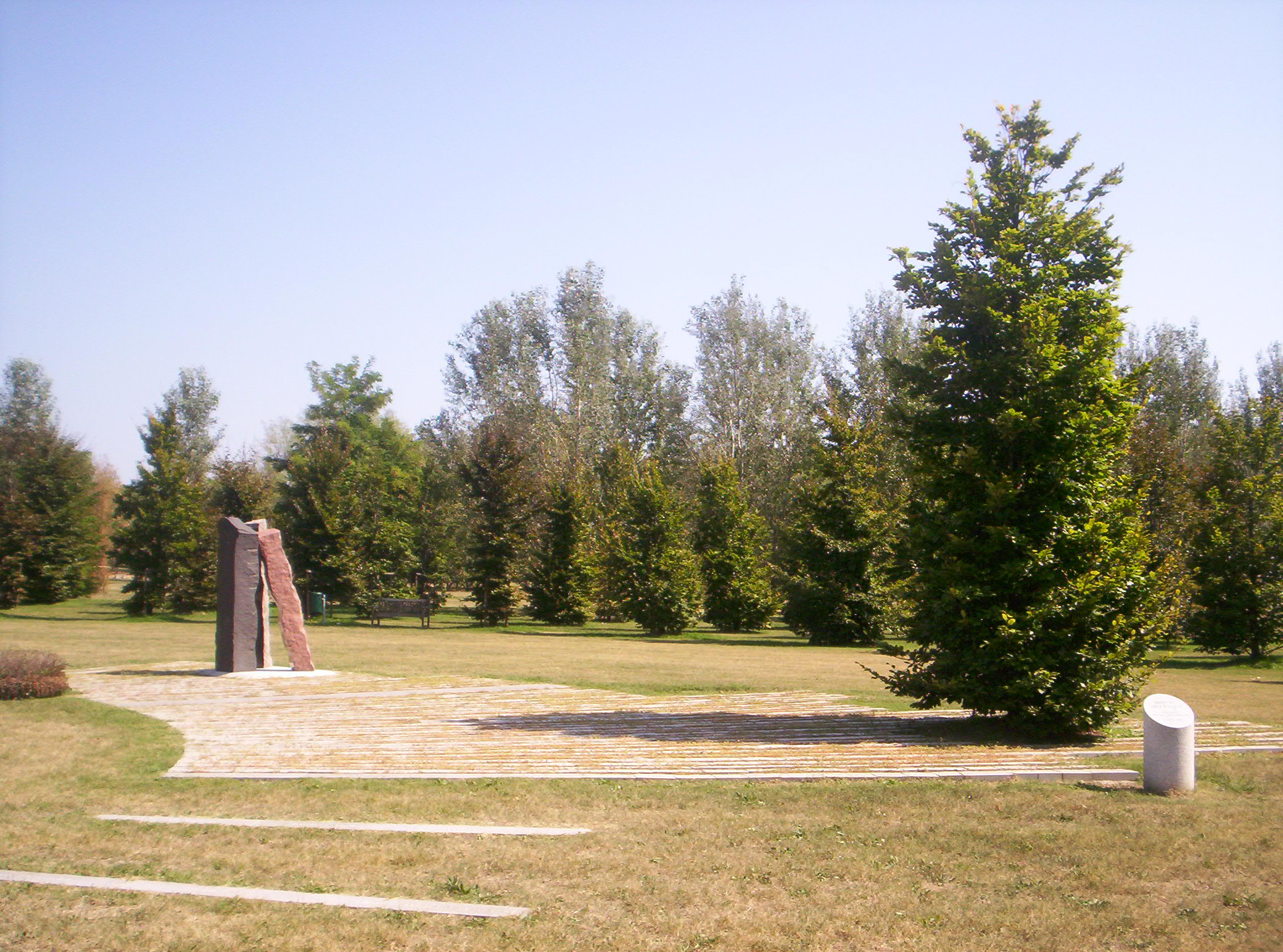
Monument

De luchtverkeersleider en drie (voormalig) leidinggevenden van het vliegveld en de luchtverkeersleiding kregen gevangenisstraffen.
Het vliegveld verfde de merktekens opnieuw en plaatste meer borden en andere markeringen en waarschuwingen op en langs de taxibanen. De grondradar werd geïnstalleerd en het runway incursion system werd ingeschakeld.